# Mattias Bernhard Ribe
Mattias Bernhard Ribe, född 1625 i Mecklenburg, död 1696, var en läkare i Sverige av tysk börd.
Mattias Berhard Ribe var son till rektorn vid stadsskolan i Rostock, Evald Ribe. Han flyttade till Sverige på 1660-talet, och blev först fältskär i Stockholm, innan han anställdes som hovkirurg hos Sveriges kung Karl XI. Han utnämndes till direktör vid Kirurgiska societeten 1693.
Ribe var gift med Margareta Rosina Saliva. Deras dotter Agnes Margareta Ribe blev stammoder till den friherrliga ätten Wallenstierna. Hennes bröder var Evald Ribe, stamfader för adelsätten Ribben, och Mathias Riben, stamfader för adelsätten Riben.